# Will Brooks
Will Brooks (ur. 8 października 1986 w Chicago) – amerykański zawodnik mieszanych sztuk walki (MMA), mistrz Bellator MMA w wadze lekkiej z 2014.

## Kariera MMA
Po stoczeniu kilku amatorskich pojedynków na przełomie 2009/2010, w styczniu 2011 zawodowo zadebiutował w MMA. Przez następne dwa lata uzyskał bilans 8-0, wygrywając w tym czasie m.in. z Satoru Kitaoką na sylwestrowej gali DREAM 18. 
Zaraz na początku 2013 związał się z Bellator FC startując w turnieju wagi lekkiej gdzie ostatecznie doszedł do półfinału w którym został znokautowany przez Saada Awada w 43 sekundzie pojedynku. We wrześniu tego samego roku wziął udział w kolejnym turnieju, tym razem pokonując w finale (22 listopada, Bellator 109) na punkty Rosjanina Aleksandra Sarnawskiego. 17 maja 2014 zmierzył się z Michaelem Chandlerem o tymczasowy tytuł wagi lekkiej (w związku z kontuzją ówczesnego mistrza Eddiego Alvareza, którego zastąpił), wygrywając z nim niejednogłośnie na punkty.
15 listopada 2014 na gali Bellator 134 stoczył rewanżowy pojedynek z Chandlerem, tym razem już o właściwe mistrzostwo, który również wygrał (przez TKO) zostając niekwestionowanym mistrzem wagi lekkiej. W 2015 dwukrotnie bronił tytułu m.in. pokonując Polaka Marcina Helda jednogłośnie na punkty (6 listopada 2015, Bellator 145).

## Osiągnięcia
- 2013: Bellator Season 9 - 1. miejsce w turnieju wagi lekkiej
- 2014: tymczasowy mistrz Bellator MMA w wadze lekkiej
- 2014-2016: mistrz Bellator MMA w wadze lekkiej
- 2023-nadal: Mistrz Titan FC w wadze półśredniej

## Lista walk w MMA
| Wynik     | Bilans | Przeciwnik          | Rozstrzygnięcie                             | Runda | Czas | Rozgrywki                                                 | Data       | Miejsce         | Uwagi                                                           |
| --------- | ------ | ------------------- | ------------------------------------------- | ----- | ---- | --------------------------------------------------------- | ---------- | --------------- | --------------------------------------------------------------- |
| Wygrana   | 26-5-1 | Predrag Bogdanović  | TKO (łokcie i ciosy pięściami)              | 5     | 3:24 | Titan FC 82                                               | 02.06.2023 | Nowy Sad        | Main Event, Zdobył pas mistrzowski Titan FC w wadze półśredniej |
| Wygrana   | 25-5-1 | Jhonasky Sojo       | Poddanie (duszenie zza pleców)              | 3     | 3:17 | Titan FC 81                                               | 14.04.2023 | Santo Domingo   | Main Event                                                      |
| Wygrana   | 24-5-1 | Luis Pena           | Decyzja (niejednogłośna)                    | 3     | 5:00 | XMMA 5: 5outhern Heat                                     | 23.07.2022 | Columbia        | Main Event                                                      |
| Wygrana   | 23-5-1 | Rafael Bastos       | TKO                                         | 1     | 0:19 | Art of Scrap 4: Brooks vs. Bastos                         | 15.04.2022 | Fort Wayne      | Main Event                                                      |
| Wygrana   | 22-5-1 | Jose Filho          | Poddanie (duszenie zza pleców)              | 3     | 4:54 | Art of Scrap 3: Filho vs. Brooks                          | 30.10.2021 | Fort Wayne      | Main Event                                                      |
| Wygrana   | 21-5-1 | Steven Siler        | Decyzja (jednogłośna)                       | 3     | 5:00 | XMMA 2: Saunders vs. Nijem                                | 30.07.2021 | Greenville      |                                                                 |
| Przegrana | 20-5-1 | Gleison Tibau       | Poddanie (duszenie gilotynowe)              | 1     | 3:34 | Battlefield FC 2                                          | 27.07.2019 | Makau           |                                                                 |
| Remis     | 20-4-1 | Rashid Magomedov    | Remis (większościowy)                       | 3     | 5:00 | PFL 2018 #9: Playoffs                                     | 13.10.2018 | Long Beach      | Ćwierćfinał turnieju wagi lekkiej                               |
| Wygrana   | 20-4   | Robert Watley       | Decyzja (jednogłośna)                       | 3     | 5:00 | PFL 2018 #5: Regular Season                               | 2.08.2018  | Uniondale       |                                                                 |
| Wygrana   | 19-4   | Luiz Firmino        | Decyzja (jednogłośna)                       | 3     | 5:00 | PFL 2018 #2: Regular Season                               | 21.06.2018 | Chicago         | Main Event                                                      |
| Przegrana | 18-4   | Nik Lentz           | Poddanie (duszenie gilotynowe)              | 2     | 2:05 | UFC Fight Night 121: Werdum vs. Tybura                    | 18.11.2017 | Sydney          |                                                                 |
| Przegrana | 18-3   | Charles Oliveira    | Poddanie (duszenie zza pleców)              | 1     | 2:30 | UFC 210                                                   | 08.04.2017 | Buffalo         |                                                                 |
| Przegrana | 18-2   | Alex Oliveira       | TKO (ciosy pięściami w parterze)            | 3     | 3:30 | UFC Fight Night: Lineker vs. Dodson                       | 1.10.2016  | Portland        |                                                                 |
| Wygrana   | 18-1   | Ross Pearson        | Decyzja (jednogłośna)                       | 3     | 5:00 | The Ultimate Fighter: Team Joanna vs. Team Cláudia Finale | 08.07.2016 | Las Vegas       | debiut w UFC                                                    |
| Wygrana   | 17-1   | Marcin Held         | Decyzja (jednogłośna)                       | 5     | 5:00 | Bellator 145                                              | 06.11.2015 | Saint Louis     | obronił pas mistrzowski Bellator MMA w wadze lekkiej            |
| Wygrana   | 16-1   | Dave Jansen         | Decyzja (jednogłośna)                       | 5     | 5:00 | Bellator 136                                              | 10.04.2015 | Irvine          | obronił pas mistrzowski Bellator MMA w wadze lekkiej            |
| Wygrana   | 15-1   | Michael Chandler    | TKO (ciosy pięściami)                       | 4     | 3:48 | Bellator 131                                              | 15.11.2014 | San Diego       | zdobył pas mistrzowski Bellator MMA w wadze lekkiej             |
| Wygrana   | 14-1   | Michael Chandler    | Decyzja (niejednogłośna)                    | 5     | 5:00 | Bellator 120                                              | 17.05.2014 | Southaven       | zdobył tymczasowy pas mistrzowski Bellator MMA w wadze lekkiej  |
| Wygrana   | 13-1   | Aleksandr Sarnawski | Decyzja (jednogłośna)                       | 3     | 5:00 | Bellator 109                                              | 22.11.2013 | Bethlehem       | finał 9 sezonu turnieju Bellator MMA w wadze lekkiej            |
| Wygrana   | 12-1   | Saad Awad           | Decyzja (jednogłośna)                       | 3     | 5:00 | Bellator 105                                              | 25.10.2013 | Rio Rancho      | półfinał 9 sezonu turnieju Bellator MMA w wadze lekkiej         |
| Wygrana   | 11-1   | John Alessio        | Decyzja (jednogłośna)                       | 3     | 5:00 | Bellator 101                                              | 27.09.2013 | Portland        | ćwierćfinał 9 sezonu turnieju Bellator MMA w wadze lekkiej      |
| Wygrana   | 10-1   | Cris Leyva          | Decyzja (jednogłośna)                       | 3     | 5:00 | Bellator 97                                               | 31.07.2013 | Rio Rancho      |                                                                 |
| Przegrana | 9-1    | Saad Awad           | KO (prawy sierpowy)                         | 1     | 0:43 | Bellator 91                                               | 28.02.2013 | Rio Rancho      | półfinał 8 sezonu turnieju Bellator MMA w wadze lekkiej         |
| Wygrana   | 9-0    | Ricardo Tirloni     | Decyzja (jednogłośna)                       | 3     | 5:00 | Bellator 87                                               | 31.01.2013 | Mount Pleasant  | ćwierćfinał 8 sezonu turnieju Bellator MMA w wadze lekkiej      |
| Wygrana   | 8-0    | Satoru Kitaoka      | TKO (ciosy pięściami)                       | 2     | 3:46 | Dream 18                                                  | 31.12.2012 | Saitama         |                                                                 |
| Wygrana   | 7-0    | Drew Dober          | Decyzja (jednogłośna)                       | 3     | 5:00 | Disorderly Conduct: The Yin & The Yang                    | 10.08.2012 | Omaha           |                                                                 |
| Wygrana   | 6-0    | Tory Bogguess       | TKO (ciosy pięściami)                       | 1     | 4:20 | XFO 44                                                    | 16.06.2012 | Hoffman Estates |                                                                 |
| Wygrana   | 5-0    | Ryan Bixler         | Poddanie (duszenie zza pleców)              | 2     | 1:00 | Chicago Cagefighting Championship IV                      | 15.10.2011 | Villa Park      |                                                                 |
| Wygrana   | 4-0    | Joseph Richardson   | Poddanie (dźwignia prosta na staw łokciowy) | 1     | 3:49 | XFO 41                                                    | 3.09.2011  | Island Lake     |                                                                 |
| Wygrana   | 3-0    | Bobby Reardanz      | Poddanie (dźwignia prosta na staw łokciowy) | 3     | 3:32 | XFO 39                                                    | 13.05.2011 | Hoffman Estates |                                                                 |
| Wygrana   | 2-0    | Guillermo Serment   | Poddanie (duszenie zza pleców)              | 2     | 0:45 | Chicago Cagefighting Championship III                     | 5.03.2011  | Villa Park      |                                                                 |
| Wygrana   | 1-0    | J.R. Hines          | TKO (ciosy pięściami)                       | 1     | 2:09 | XFO 38                                                    | 22.01.2011 | Woodstock       |                                                                 |